# Maják Makkaur
Maják Makkaur (norsky: Makkaur fyr) je pobřežní maják, který stojí na severním pobřeží poloostrova Varanger v oblasti Båtsfjord v kraji Finnmark v Norsku.
Maják je činný od 12. srpna do 24. dubna v období polární noci.

## Historie
Maják byl založen v roce 1928. V období druhé světové války byl částečně zničen a obnoven v roce 1946. V roce 2005 byl maják automatizován a ukončena stálá přítomnost obsluhy.
V roce 1922 byl instalován nautofon, který byl v provozu do roku 1989. Tlakové nádrže, strojovna a zařízení nautofonu se zachovalo neporušené.
Radiový maják zařízením racon vysílá signál písmeno M (– – Morseovy abecedy)
Maják je ve správě Norské pobřežní správy, dostupný pouze lodí.

## Popis
Kvadratická betonová věž na čtvercovém půdoryse s ochozem a lucernou nahoře, která se přimyká k betonové patrové budově. Budova je ukončená betonovou valenou střechou a zdobená korunní římsou. Betonová střecha je černá. K majáku patřily hospodářské a technické budovy, které byly v osmdesátých letech 20. století zbořeny. Věž a budova mají bílý nátěr, lucerna je červená. V litinové lucerně je instalována Fresnelova čočka 3. stupně.
Pro vysokou kulturní a architektonickou hodnotu je maják od roku 1998 kulturní památkou.
V okolí se nacházejí zbytky německých opevnění (bunkrů)

## Data
zdroj
- výška světla 39 m n. m.
- dosvit 17,6 námořních mil
- dva záblesky bílého světla v intervalu 20 sekund
- sektor 0°–360°
- svítivost 1 232 000 cd

označení
- Admiralty: L4196
- ARLHS: NOR-161
- NGA: 14596
- NF: 9665